# Seealpsee (Appenzeller Alpen)
Der Seealpsee ist ein auf 1142 m ü. M. liegender See im Alpsteingebiet in der Schweiz und gehört zum Kanton Appenzell Innerrhoden. Die idyllische Lage, das saubere Wasser sowie zwei Berggasthäuser machen ihn zu einem der beliebtesten Ausflugsziele im Alpstein.
Er ist nach der angrenzenden Seealp benannt. Die Erstnennung von 1682 bezeichnet ihn als See Alper See.

## Rotfärbung
Im Juli 2009 und 2010 verfärbte sich der Seealpsee gemäss Untersuchungen der ETH Zürich und der Universitäten Zürich und Kopenhagen aus dem Jahr 2009 durch eine hohe Dichte der Alge Tovellia sanguinea, einer Dinoflagellaten-Art, rot. Diese gedeiht besonders gut in nährstoffarmen Kaltwasserseen in Höhenlagen über 1000 Meter. Dies ist das erste Auftreten roter Wasserverfärbungen durch Tovellia sanguinea seit den Verfärbungen des Tovelsees bis 1964.
Laut einer Mitteilung vom 14. Juli 2010 des Amtes für Umwelt- und Gewässerschutz im Kanton Appenzell Innerrhoden ist dieser Effekt auf die Bildung eines mit Sauerstoff gesättigten Sediments zurückzuführen. Die Ursache für dessen Bildung ist gemäss Theorie die zunehmende Reinheit des Sees durch die kontinuierlich abnehmende Nährstoffbelastung. Zur Verifizierung dieser These entnahmen Berufstaucher eines Teams der Universität Konstanz mehrere Analysenproben des Seesediments. Diese Proben werden in den Labors der Universität Konstanz unter Sauerstoff sowie unter Sauerstoffausschluss bebrütet. Sollte sich bewahrheiten, dass sich Dinoflagellaten unter Sauerstoffzufuhr besser entwickeln, wäre dies ein wertvolles Ergebnis, da die Rotalge als Bioindikator für eine optimale Wasserqualität genutzt werden könnte.

## Zustiege
Der Seealpsee ist in etwa 60 Minuten zu Fuss von Wasserauen, der Endhaltestelle der Appenzeller Bahnen, auf einem teils steilen, aber grossenteils asphaltierten Weg zu erreichen. Ein nichtasphaltierter, etwas längerer und etwas weniger steiler Wanderweg führt von Wasserauen aufwärts über die südöstliche Talseite (Hüttentobel) zum Seealpsee. Ein sehr steiler, jedoch schöner Weg führt abwärts von der Ebenalp durch eine prähistorische Höhle, vorbei am Wildkirchli zum Gasthaus Aescher, das unter einem steilen Felsabsturz an den Fels gebaut ist; weiter führt der Weg hinunter zum Seealpsee.
Der steile Bergweg zwischen dem Seealpsee und dem Aescher verläuft grösstenteils in einem bewaldeten Gebiet. Die Bäume verdecken bis zu 80 Meter hohe Felswände. Der Weg sollte nur von geübten Wanderern mit entsprechender Ausrüstung (Wanderschuhe) begangen werden. Kinder sollten angeseilt werden. Viele Besucher unterschätzen den Weg. Seit ein paar Jahren verunglücken deswegen jährlich mehrere Personen auf dem Weg tödlich.

## Touristisches
Die Aussicht über den Seealpsee in Richtung Säntis wird auf Flaschen und Dosen der Appenzeller Biermarke Quöllfrisch dargestellt. 
An heissen Sommertagen kann man im Seealpsee auch baden, eine höchst willkommene Abkühlung nach dem Abstieg von einer Bergtour.

## Galerie

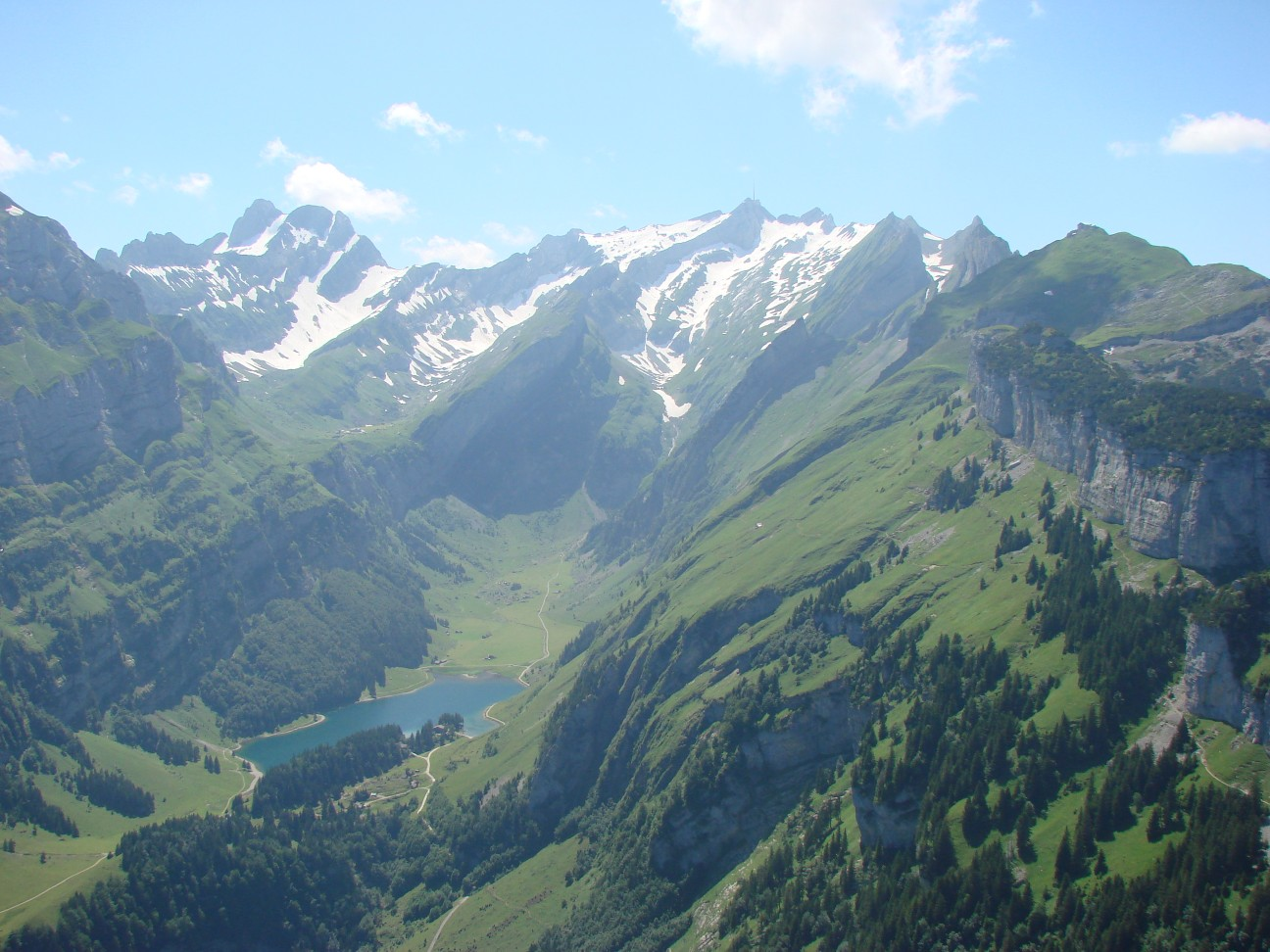
Der Seealpsee mit den umgebenden Bergen
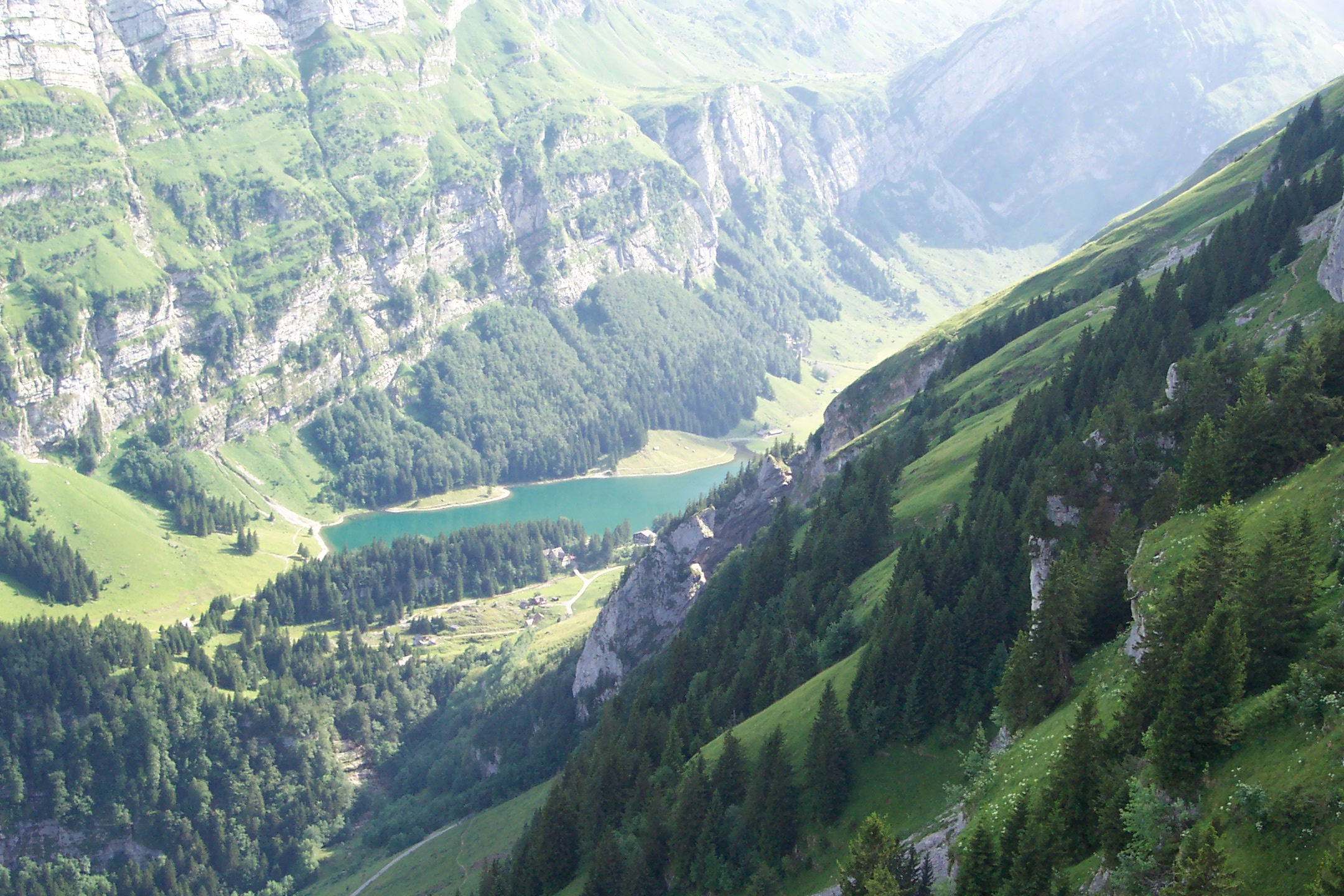
Seealpsee von der Ebenalp aus fotografiert
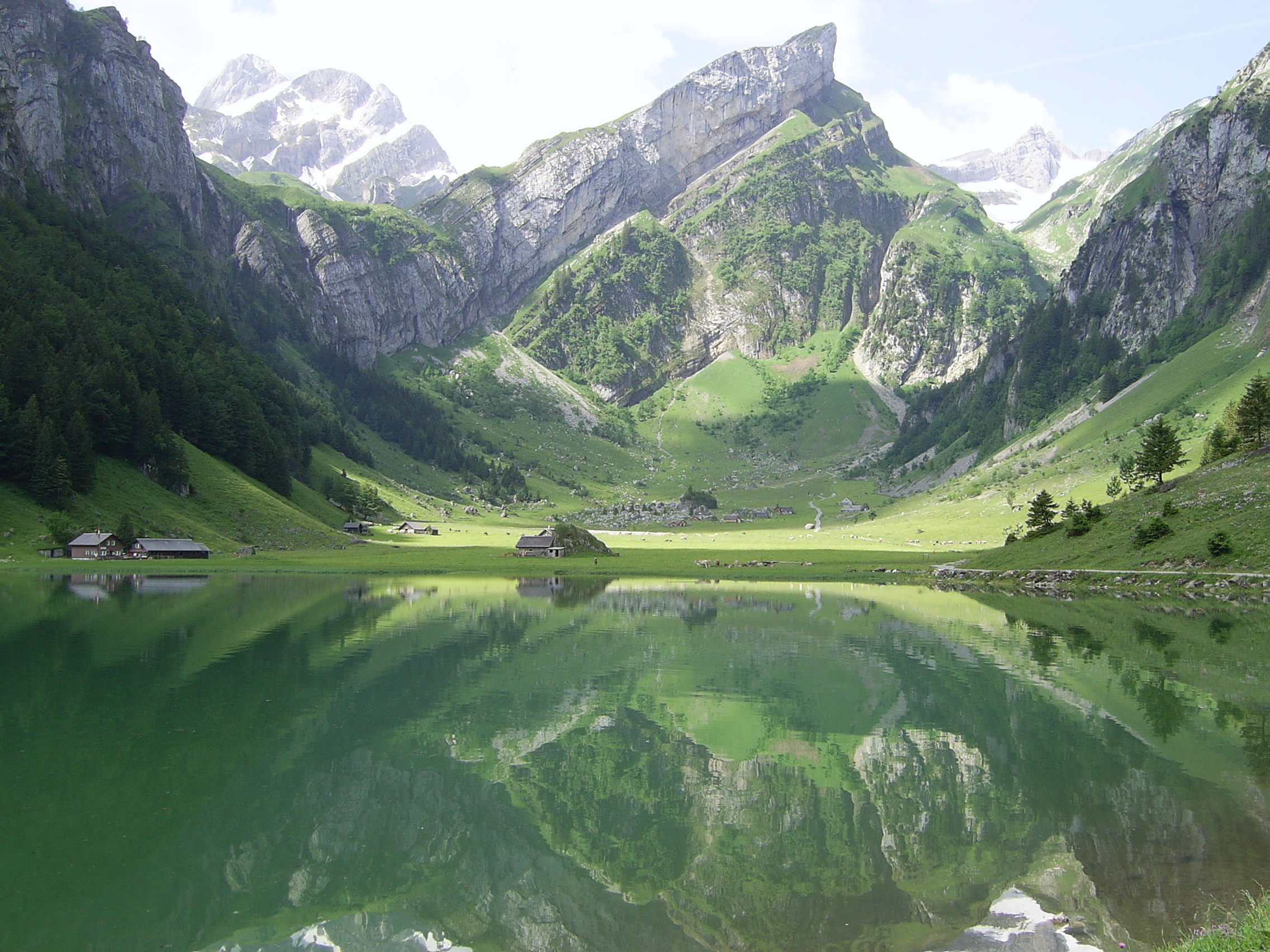
Seealpsee in Richtung Säntis
Seealpsee um 1830
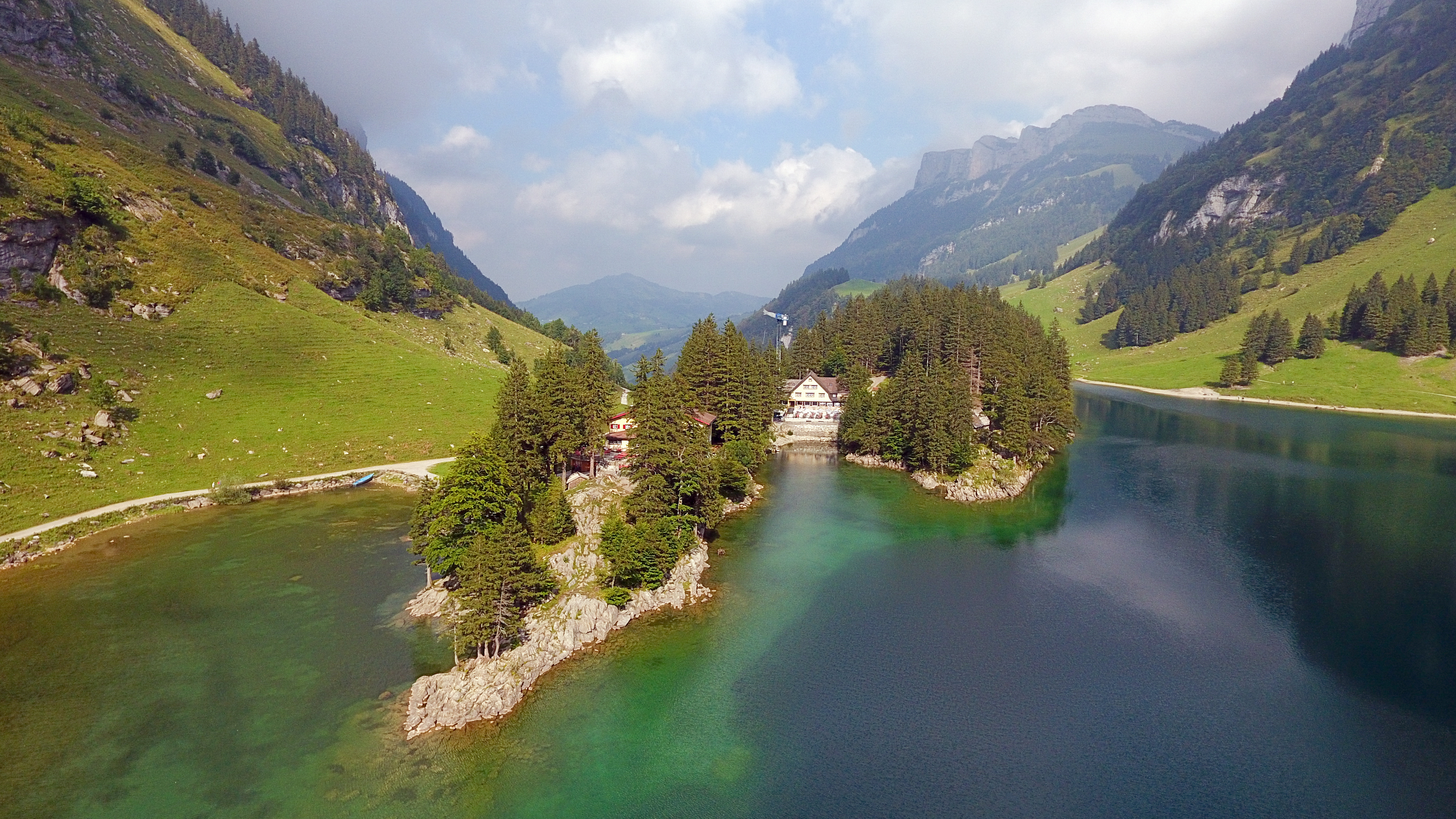
Luftbild in Richtung Wasserauen
Seealpsee 1904